# Вазаль (озеро, Южский район)
Вазаль (Вязаль) — озеро (водохранилище) находится в Южском районе Ивановской области, на высоте 97,5 м над уровнем моря. На берегах озера расположен город Южа.
Площадь озера — 0,39 (по другим данным 0,42) км². Средняя глубина озера — 1,16 м, максимальная глубина — 3,5 м.

## Описание
Озеро Вазаль — искусственного происхождения. Оно было образовано в 1859 году для того, чтобы обеспечить текстильную фабрику водой. Небольшую реку Вязовку (Пионерка) перегородили плотиной, и вода заполнила вырытый вручную котлован. Водохранилище назвали озером Вазаль.
В 1975 году водоём признан памятником природы Ивановской области. Этот водоём считается одной из главных достопримечательностей и города Южи.
Озеро вытянутое с лопастными отчленениями, является источником пресной воды. На дне озера сформировались запасы сапропеля. Акватория озера хорошо освещена со всех сторон. Берега озера низкие, отлогие местами заболоченные. В летний сезон мелководья озеро хорошо прогревается, что способствует обильному разрастанию зеленых водорослей и цветению воды.
Уровень воды в озере в течение года колеблется в пределах 1 метра. Максимальная абсолютная высота уровня воды — 97,5 м, минимальная — 96,5 м. Наблюдаются ежегодные подъёмы воды в период таяния снегов и весеннего половодья, а также в периоды обильных дождей.

### Исследования
В 2014 году был проведен анализы воды озера, на базе сертифицированной лаборатории Роспотребнадзора. По данным исследования определено, что вода чистая, но имеются превышения ПДК по некоторым показателям, таким как запах при 60 °C и цветность, но превышения незначительные. Причинами являются большое количество органических веществ и заболачивание берегов, а также транспортная и промышленная нагрузка.
При сравнении данных химических анализов 2000, 2007 и 2014 годов, отмечается что произошло заметное снижение содержания сухого остатка, хлоридов и сульфатов. Причиной является снижение объема производства Южской мануфактуры. Содержание кислорода уменьшилось, а свинца — увеличилось по сравнению с прошлыми годами. Причинами этого являются использование жителями синтетических поверхностно-активных веществ и высокая транспортная нагрузка.
По результатам гидрохимического исследования в воде не обнаружены вредные и патогенные микроорганизмы. Поэтому озеро может быть использовано в качестве рекреационного объекта.

### Благоустройство
Начались работы по благоустройству территории озера Вазаль. Ведутся работы по кронированию и обрезке деревьев, монтируются элементы пирсов, в зону реновации завезены строительные материалы.
В целом же проект благоустройства озера затрагивает весь берег с установками пирсов, скамеек, велопарковки. Здесь проложат пешеходные дорожки, организуют освещение и видеонаблюдение, высадят новые кустарники, деревья, разобьют многолетние цветники.

## Флора и фауна
К 2017 году в составе флоры ООПТ отмечено 277 видов сосудистых растений. Отдел папоротниковидные представлен 5 видами, отдел хвощевидные — 3 видами, остальные виды относятся к отделу покрытосеменные.
Среди редких видов на территории ООПТ найдены популяции 3 видов кровохлебка лекарственная, герань болотная, острокильница чернеющая, которые занесены в Красную книгу Ивановской области. Ещё 6 видов относятся к редким растениям для флоры Ивановской области, занесенным в Дополнительный список сосудистых растений, нуждающихся в постоянном контроле.
Среди редких адвентивных видов Ивановской области на берегах озера отмечены внедрение в природные сообщества девясила высокого, группы вероники нитевидной, переступня белого, зорьки обыкновенной, гелиопсиса шероховатого. По берегу озера в районе текстильной фабрики Л. А. Рогачевой отмечена небольшая популяция белокопытника гибридного.
Ихтиофауна озера представлена 10 видами рыб. В 2017 году подтверждено обитание следующих видов рыб: обыкновенная щука, плотва, краснопёрка и речной окунь. По опросам рыбаков, в озере также обитают: обыкновенный ерш, налим, серебряный карась, вьюн, усатый голец и линь.
Обитания группировок видов круглоротых и рыб, занесенных в Красную книгу Российской Федерации и Красную книгу Ивановской области, не выявлено.
В 2017 году на территории ООПТ было отмечено 2 обычных вида земноводных. Это остромордая лягушка и серая жаба.
Из водоплавающих здесь гнездятся кряква, чомга, лысуха. По малопосещаемым и труднодоступным участкам берега гнездятся перевозчик, сизая чайка, речная крачка.